# Феннінген
Феннінген (нім. Venningen) — громада в Німеччині, розташована в землі Рейнланд-Пфальц. Входить до складу району Південний Вайнштрассе. Складова частина об'єднання громад Еденкобен.
Площа — 9,87 км2. Населення становить 920 ос. (станом на 31 грудня 2020).